# Expressions
Gli Expressions sono stati un gruppo di breve durata,  blues rock di Winnipeg formato nel 1963. La band facevano parte Chad Allan, Randy Bachman, Jim Kale, Garry Peterson (questi tre futuri The Guess Who), e Bob Ashley.

## Storia
La band, nata dalle ceneri dei Reflections, esordì discograficamente nel 1965 pubblicando l'EP Shakin' All Over, in gennaio, che conteneva il singolo   "Shakin' All Over" di Johnny Kidd & the Pirates. Pubblicarono il loro secondo album, Hey Ho (What You Do to Me!) alla fine del 1965, che rimase di fatto il loro unico album ufficiale.
Il tastierista Bob Ashley lasciò la band alla fine del 1965 a causa dello stress causato dal del tour. Fu sostituito dal 18enne Burton Cummings (ex membro del gruppo di Winnipeg The Deverons) che assunse anche il ruolo di voce solista in collaborazione con Chad Allan. Solo pochi mesi dopo, la band si sciolse in maniera definitiva.

## Discografia
- 1965 - Hey Ho (What You Do to Me!)
- 1967 - Wheatfield Soul

## Componenti
- Chad Allan - voce
- Randy Bachman - chitarra
- Jim Kale - basso
- Bob Ashley - tastiere
- Garry Peterson - batteria, voce